# Jean-Claude Bagot
Jean-Claude Bagot (Saint-Hilaire-du-Harcouët, 5 maart 1958) is een voormalig Frans wielrenner. Hij was beroepsrenner van 1983 tot en met 1996.
Zijn zoon Yoann is ook prof-wielrenner.

## Belangrijkste overwinningen
1984
- 3e etappe Ronde van de Middellandse Zee
- Eindklassement Ronde van de Middellandse Zee

1987
- 6e etappe Ronde van Italië
- 6e etappe Parijs-Nice
- 8e etappe Ronde van Catalonië

## Resultaten in voornaamste wedstrijden
| Jaar | Ronde van Italië | Ronde van Frankrijk | Ronde van Spanje |
| ---- | ---------------- | ------------------- | ---------------- |
| 1984 |                  | opgave              | 14e              |
| 1985 |                  | 65e                 | 28e              |
| 1986 |                  | 19e                 |                  |
| 1987 | 25e (1)          | 33e                 |                  |
| 1988 |                  | 39e                 | 29e              |
| 1989 |                  |                     | 9e               |
| 1990 | 18e              | 52e                 |                  |
| 1991 | 28e              | 36e                 |                  |
| 1992 |                  | opgave              |                  |
| 1993 |                  |                     |                  |
| 1994 |                  | 47e                 | 58e              |

| Jaar | Milaan-San Remo | Parijs-Roubaix | Amstel Gold Race | Luik-Bast.‑Luik | Waalse Pijl | Parijs-Tours | Bretagne Classic |  | WK op de weg |
| ---- | --------------- | -------------- | ---------------- | --------------- | ----------- | ------------ | ---------------- |  | ------------ |
| 1984 |                 | 39e            |                  | 41e             |             | 72e          |                  |  |              |
| 1985 |                 |                |                  | 51e             |             |              |                  |  |              |
| 1986 |                 |                |                  | 30e             |             |              |                  |  | 41e          |
| 1987 |                 |                |                  |                 |             |              | Zilver           |  |              |
| 1988 |                 |                |                  |                 | 27e         |              |                  |  |              |
| 1989 |                 |                |                  | 89e             |             |              |                  |  |              |
| 1990 |                 |                |                  | 37e             | 15e         |              |                  |  |              |
| 1991 |                 |                | 114e             | 34e             |             | 157e         |                  |  |              |
| 1992 | 127e            |                |                  |                 | 29e         |              |                  |  |              |
| 1993 | 93e             |                |                  |                 |             |              |                  |  |              |
| 1994 | 94e             |                |                  |                 |             | 134e         |                  |  |              |

## Ploegen
- 1983 - U.C. Pélussin
- 1984 - Skil-Reydel
- 1985 - Fagor
- 1986 - Fagor
- 1987 - Fagor
- 1988 - Fagor-MBK
- 1989 - R.M.O.
- 1990 - R.M.O.
- 1991 - Castorama
- 1992 - Castorama
- 1993 - Castorama
- 1994 - Festina-Lotus